# Plagiolepis mediorufa
Plagiolepis mediorufa är en myrart som beskrevs av Auguste-Henri Forel 1916. Plagiolepis mediorufa ingår i släktet Plagiolepis och familjen myror. Inga underarter finns listade i Catalogue of Life.